# 戸部 (六部)
戸部（こぶ、満洲語：boigon i jurgan）は六部の一で、土地管理、戸籍、官人への俸給などの財務関連の行政を司掌した。
祖型は三国時代の度支尚書であり、隋にて民部と改称され、更に唐より太宗の諱世民の民字を避諱して戸部と称されるようになった。長官は尚書（戸部尚書）で次官は侍郎（戸部侍郎）。隋唐期に戸（民）部、度支（たくし）、金部（きんぶ）、倉部（そうぶ）の4司が属し、それぞれに判官である郎中（ろうじゅう）と員外郎（いんがいろう）が置かれた。
その後、安史の乱以降の財政難に対して戸部尚書の下の戸部司と新たに設けられた使職の度支司・塩鉄使が財政を司るところとなり（三司）、戸部は有名無実化した。
これが北宋の元豊の改革の際に再び実権を取り戻し、再び財政を司るところと成った。清光緒32年（基督教暦1906年）の倣行憲政により戸部は度支部（bodome bure jurgan）と改称され、宣統3年（同1911年）の内閣官制実施で完全に廃止された。